# KTZ-Baureihe KZ8A
Die Lokomotivbaureihe KZ8A der Eisenbahn von Kasachstan (KTZ) sind elektrische Doppellokomotiven für den Güterzugdienst unter 25 kV Wechselspannung. Die Lokomotiven wurden von Alstom entwickelt und in einer Pilotserie gebaut. Sie dient als Ersatzbeschaffung für die über 520 Lokomotiven der sowjetischen Baureihe ВЛ80 bei der KTZ. Die Arbeitsbezeichnung der Lokomotiven beim Lieferanten lautete für die erste Lokomotive Prima Ru, anschließend Prima Kz.
Im Jahr 2022 wurde eine Weiterentwicklung, die KZ8A NG, angekündigt.

## Geschichte
2010 schloss die Eisenbahngesellschaft Kasachstans im Rahmen des St. Petersburger Internationalen Wirtschaftsforums einen dreiseitigen Vertrag mit Alstom und der Firma Transmashholding (TMH) über die Entwicklung und den Bau von vier- und achtachsigen elektrischen Lokomotiven ab. Mit der zu TMH gehörenden Elektrolokomotivenfabrik Nowotscherkassk wurde für dieses Vorhaben ein Vertrag für die Unterstützung beim Bau und der Auslieferung der Elektrolokomotiven auf dem Territorium der Republik Kasachstan abgeschlossen. In Kasachstan wurde für den Bau und die Auslieferung das Joint-Venture-Unternehmen Electrovoz kurastyru zauyty (EKZ) gegründet.
Die achtachsigen Güterzuglokomotiven erhielten die Bezeichnung KZ8A in Analogie zu den schon existierenden elektrischen Personenzuglokomotiven KZ4A, welche aber von der Firma Siemens Mobility entwickelt und aus China geliefert wurden. Die nachfolgend von Alstom gemeinsam mit TMH entwickelten vierachsigen Personenzuglokomotiven erhielten die Bezeichnung KZ4AT.
Die Bedeutung der Kurzbezeichnung ist: KZ ist die Abkürzung für Kasachstan; die Ziffer zeigt die Anzahl der angetriebenen Achsen an, der Buchstabe A bezeichnet das Vorhandensein von Drehstrom-Fahrmotoren.
Der hauptsächliche Zweck der Beschaffung der Güterzuglokomotiven KZ8A ist der vollständige Ersatz von über 500 Elektrolokomotiven der Reihe ВЛ80 S+T, die auf dem Territorium der Republik Kasachstan betrieben werden.
Für die Konstruktion der Elektrolokomotiven KZ8A griff Alstom in der Hauptsache auf den Prototyp der Lokomotive Prima II zurück. Für die zeitgleich mit TMH entwickelte ЭП20 wurde stattdessen nur der Traktionswandler der Prima II übernommen. Gleichfalls konnten in die Konstruktion der KZ8A folgende Besonderheiten übernommen werden;
- Die Frontgestaltung der KZ8A ist von dem Projekt Prima III übernommen worden.
- Die KZ8A besitzt vereinfachte Traktionswandler und Stromabnehmer des Typs DSA 250.

Die Lokomotiven werden hauptsächlich für Güterzüge mit einer Masse bis 9000 Tonnen eingesetzt.
Bis Anfang 2015 wurden die ersten 25 Fahrzeuge geliefert. Es war vorgesehen, bis 2020 bis zu 200 Lokomotiven zu beschaffen.
Die ersten 25 Lokomotiven wurden bis Ende 2014 in Frankreich hergestellt und danach auf dem Seeweg in den Hafen von St. Petersburg gebracht. Von dort wurden sie per Schiene nach Kasachstan transportiert. Die weiteren Serienlieferungen kommen seitdem aus der Produktion von EKZ in Astana.

## Betrieb
Die Lokomotiven sind seit Herbst 2013 im Regelbetrieb. Bis 2018 wurden 45 Lokomotiven gebaut. Die Lokomotiven wurden bisher dem Depot Astana zugeteilt.

## Erwähnenswertes
Die Lokomotiven gelten als eine der leistungsfähigsten Lokomotivbauarten der Welt. Sie können Güterzüge mit einer Masse bis zu 9000 t in der Ebene befördern. Auf Steigungen von 6 Prozent gibt der Hersteller an, dass sie noch 6000 t - Züge problemlos befördern könnten. Sie sind für den Einsatz unter extremen klimatischen Bedingungen im Temperaturbereich von −50 °C bis +40 °C einsetzbar.
- maximale Anfahrzugkraft = 833 kN;
- maximale Bremskraft = 500 kN;
- die Leistung der Rekuperationsbremse beträgt 7600 kW.

Die Masse einer Doppellokomotive beträgt 200 t, die Antriebsleistung als Stundenleistung 8800 kW und die maximale Geschwindigkeit 120 km/h.

## Besonderheiten

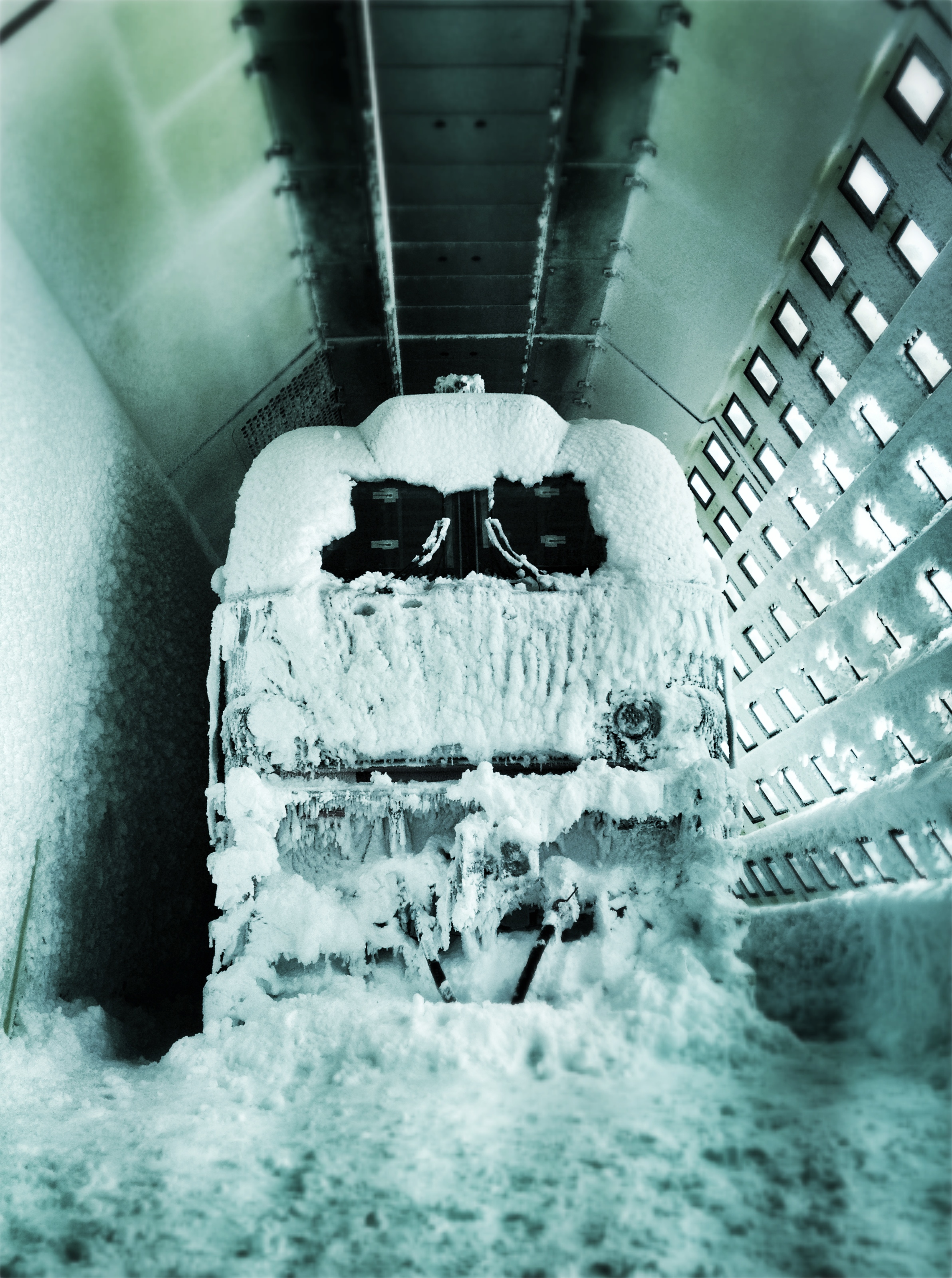
Elektrolokomotive KZ8A-0003 in der Klimakammer in Wien bei −50 °C

- Die Lackierung der Lokomotiven ähnelte anfangs der der Lokomotiven KZ4A. Später wurde sie durch die einheitliche Gestaltung der kasachischen Eisenbahn ersetzt.
- Die Frontgestaltung der Lokomotiven entsprach ursprünglich der ЭП20.
- Die Stromabnehmer der Lokomotiven KZ4A und KZ8A sind einheitlich und austauschbar.
- Die Personenzugversion KZ4AT besitzt ein abweichendes Design.

## Wettbewerber
In den Nachfolgestaaten der Sowjetunion mit ihrem 1520 mm-Breitspurnetz entstand ein Wettbewerb für die Ersatzinvestitionen bei Lokomotiven. Dabei wurden verschiedene Kooperationen mit internationalen Konzernen eingegangen. In Russland erfolgt dies als Joint Venture oder in Form von gemeinsamen Unternehmen mit russischer Mehrheit. In Kasachstan befindet sich das ehemalige Joint Venture EKZ im Jahre 2018 mehrheitlich im Besitz von Alstom.
Im Bereich der elektrischen Güterzuglokomotiven mit 25 kV 50 Hz Wechselspannung entstanden folgende Typen:
- Doppellokomotive 2ЭС7 von den Ural Lokomotivwerken in Zusammenarbeit mit Siemens. Beide Lokomotiven standen bei der Ausstellung Expo-1520 im Juli 2013 in einer Reihe.[8]
- Doppellokomotive 2ЭС5 von Transmashholding in Zusammenarbeit mit Alstom.
- Siemens Vectron für die Finnische Eisenbahn.
- Doppellokomotive 2ЭВ120 von Pervaya lokomotivnaya kompagniya (PLK) Engels in Zusammenarbeit mit Bombardier (Traxx F120MS).[9]